# کنتارو شیگماتسو
کنتارو شیگماتسو (انگلیسی: Kentaro Shigematsu؛ زادهٔ ۱۵ آوریل ۱۹۹۱) بازیکن فوتبال اهل ژاپن است.
از باشگاه‌هایی که در آن بازی کرده‌است می‌توان به باشگاه فوتبال توکیو و باشگاه فوتبال آویسپا فوکوئوکا اشاره کرد.